# Pierre Houdé
Pierre Houdé foi um ciclista belga. Competiu como representante de seu país nos Jogos Olímpicos de Verão de 1928, onde a equipe belga terminou em quinto lugar na prova de contrarrelógio por equipes.